# گروه فرهنگی هدف

علامت موسسه هدف

گروه فرهنگی هدف یک مجموعهٔ خصوصی پیشتاز در زمینهٔ آموزش بود که در سال ۱۳۲۹-۱۳۲۸، توسط احمد بیرشک و تعدادی از معلم‌های معروف دبیرستان در رشته‌های ریاضی و علوم طبیعی از جمله دکتر محمود هنجنی. احمد انواری، تقی هورفر، علی متمدن و احمد رضاقلی‌زاده، پایه‌گذاری شد. «هدف» سرنام سه کلمهٔ هنر، دانش و فرهنگ هم بود. هدف اصلی این گروه، ارائه خدمات آموزشی باکیفیت به دانش‌آموزان ردهٔ ابتدایی تا دبیرستان بود، به نحوی که مشابه با سطح آموزشی مدارس آمریکایی باشد.

## تاسیس مدارس
دبیرستان شمارهٔ یک پسران هدف در سال ۱۳۳۰ تاسیس شد. در سال ۱۳۳۴، سه مدرسهٔ جدید دیگر یعنی یک دبیرستان دخترانه، یک دبستان پسرانه و یک دبستان دخترانه به مجموعه اضافه شد. تا سال ۱۳۵۳، تعداد مدارس هدف به ۱۲ مدرسهٔ ابتدایی، راهنمایی و دبیرستان برای پسران و دختران رسیده بود، از جمله یک دبستان مختلط با ۳۵۲۴ دانش‌آموز. دبیرستان‌های هدف مجهز به کتابخانه و آزمایشگاه برای دروس فیزیک، شیمی و زیست، و همچنین کارگاه عکاسی، نقاشی، خطاطی، نجاری، مکانیک، مکانیک خودرو و آهنگری بودند. در اولین دبیرستان هدف یک موزهٔ علوم طبیعی هم ساخته شده بود.
از سال ۱۳۳۰ تا ۱۳۵۵، مجموعا ۱۵،۵۸۸ دانش‌آموز از دبیرستان‌های هدف فارغ‌التحصیل شدند: ۸۵۹۶ نفر در رشتهٔ ریاضی، ۶۹۶۰ نفر در رشتهٔ علوم طبیعی و ۳۲ نفر در رشتهٔ علوم انسانی. اکثر فارغ‌التحصیلان مدارس هدف، تحصیلات عالیهٔ خود را در دانشگاه‌های سرآمد ایران یا در موسسات تحصیلات عالی آمریکا و اروپا گذراندند.

هيئت مدیرهٔ گروه فرهنگی هدف، از راست: دکتر حاج غفوری، دکتر رضاقلی‌زاده، دکتر احمد بيرشک (رئيس هيئت مديره)، هادی رهنما و جم‌نژاد.

احمد بیرشک در سال ۱۳۴۷ (نفر سمت راست)

موفقیت گروه هدف، زمینه‌ساز تشکیل دو گروه فرهنگی-آموزشی دیگر یعنی گروه فرهنگی خوارزمی و گروه فرهنگی آذر در دههٔ ۱۳۳۰ شد. گروه هدف در سال ۱۳۳۸ «انجمن ملی مدارس هماهنگ» را تشکیل داد که علاوه بر گروه‌های خوارزمی و آذر، ۱۲ مدرسهٔ خصوصی دیگر هم در آن عضویت داشتند و اهداف مشترکی را دنبال می‌کردند.
گروه هدف در سال ۱۳۳۹ به‌عنوان یک شرکت سهامی با سرمایهٔ اولیهٔ ۳۵۰،۰۰۰ ریال تاسیس شد که ۲۷۰،۰۰۰ ریال آن از درآمد دوره‌های شبانهٔ برگزارشده از سال ۱۳۲۷ تا ۱۳۲۹، و مابقی آن توسط مؤسسان و دیگر سهامداران شرکت فراهم شد. هرچند اموال گروه هدف متعلق به سهامداران بود، اما درآمد سالیانهٔ شرکت اغلب برای تاسیس مدارس جدید، ساخت بناهای جدید و توسعهٔ آزمایشگاه‌ها و کتابخانه‌های مدارس صرف می‌شد.
در سال ۱۳۴۹، گروه‌های آموزشی هدف، آذر و خوارزمی، یک برنامهٔ تربیت معلم برای مدارس راهنمایی جدید تشکیل دادند که در سال ۱۳۵۰ وارد سیستم آموزشی شد. در همان سال، گروه هدف با همکاری گروه‌‌های آذر و خوارزمی، دو مرکز حرفه‌ای مجهز را برای دوره‌های حرفه‌ای مقدماتی با ۱۲ کارگاه در هر واحد پایه‌گذاری کرد.
در سال ۱۳۵۳، هنگامی که دولت اجرای برنامهٔ تحصیلات اجباری رایگان برای تمامی دانش‌آموزان از مقطع ابتدایی تا پایان راهنمایی (کلاس هشتم) را به اجرا گذاشت، سه دبستان و چهار راهنمایی از گروه هدف به سیستم مدارس دولتی منتقل شدند.

## پس از انقلاب ۱۳۵۷
در پی انقلاب ۱۳۵۷ و تعطیل‌شدن تمامی دبیرستان‌های خصوصی توسط جمهوری اسلامی، پنج دبیرستان باقیمانده از گروه هدف به فعالیت‌های آموزشی خود خاتمه دادند. در سال ۱۳۵۸، فعالیت‌های گروه هدف متوقف شد و جمهوری اسلامی این مجموعه را مصادره کرد، در این زمان هدف ۸۸ میلیون ریال به بانک‌ها بدهکار بود اما بیش از ۱۵،۰۰۰ مترمربع زمین و بیش از ۲۰،۰۰۰ مترمربع فضای آموزشی در اختیار داشت.